# 爆笑問題プレゼンツ・世界のゴールデンタイム!!超人気番組大集合スペシャル!
『爆笑問題プレゼンツ・世界のゴールデンタイム!!超人気番組大集合スペシャル!』（ばくしょうもんだい-・せかいの-ちょうにんきばんぐみだいしゅうごう-）は、TBS系列で2007年に放送されたバラエティ特番である。

## 番組概要
- 世界のさまざまなバラエティ番組を、爆笑問題の2人がそれぞれ推薦する。
- 2人が紹介した番組は、パネラー8人によってどちらがゴールデンタイムふさわしい番組かを選び、票数の多かった番組（同点の場合は小林麻耶アナが決定する）を各曜日ごとの番組とし、1週間のゴールデンタイムの番組を作る。
- ゴールデンタイムとしてのスペシャル番組になったきっかけは、『サンデージャポン』「デーブのアメリカンニュース」のコーナーだった。

## 紹介された番組の視聴方法
- 紹介された番組の多くはDVDの他、スカパーのFOXチャンネルやWOWOWなどで視聴できる。

## 放送日
- 第1回 - 2007年4月2日月曜日 18:55～20:54
- 第2回 - 2007年10月24日水曜日 18:55～20:54（水トク!枠）

## 紹介された番組

### 第1回
| 曜日   | 紹介番組                                                           | 紹介番組                                                              | 紹介番組       | 票数     |
| ------ | ------------------------------------------------------------------ | --------------------------------------------------------------------- | -------------- | -------- |
| 月曜日 | 田中                                                               | チーターズ（Cheaters）                                                | アメリカ合衆国 | 5票      |
| 月曜日 | 太田                                                               | スターどっきり! いたずらチャンネル（Extreme wind-ups）                | イタリア       | 3票      |
| 火曜日 | 田中                                                               | スワン（The swan）                                                    | アメリカ合衆国 | 4+1票    |
| 火曜日 | 太田                                                               | それでもあなたは整形しますか?（Say no to the knife）                  | イギリス       | 4票      |
| 水曜日 | 田中                                                               | アメリカン・ダンスアイドル（So you think you can dance）              | アメリカ合衆国 | 3票      |
| 水曜日 | 太田                                                               | 地獄の厨房（Hell's kitchen）                                          | アメリカ合衆国 | 5票      |
| 木曜日 | 田中                                                               | 串刺しからの奇跡の生還（101 more things removed from the human body） | イギリス       | 3票      |
| 木曜日 | 太田                                                               | 究極のミイラベスト10（Ultimate Ten:Mummies）                          | アメリカ合衆国 | 5票      |
| 金曜日 | 太田                                                               | 世界一のおバカクイズ（Distraction）                                   | イタリア       | 3票      |
| 金曜日 | 田中                                                               | タッチ ザ カー（Touch the car）                                       | インドネシア   | 5票      |
| 土曜日 | 太田                                                               | アキム判事の過激な裁判（Eye for an eye）                              | アメリカ合衆国 | 3票      |
| 土曜日 | 田中                                                               | バー教授の危険な調査隊（Dangerous encounters）                        | アメリカ合衆国 | 5票      |
| 日曜日 | アビーとブリタニーの生活（Joined for life Abbye Brittany turn 16） | アビーとブリタニーの生活（Joined for life Abbye Brittany turn 16）    | アメリカ合衆国 | 評価なし |

### 第2回
| 曜日   | 紹介番組                                          | 紹介番組                                                                         | 紹介番組       | 票数     |
| ------ | ------------------------------------------------- | -------------------------------------------------------------------------------- | -------------- | -------- |
| 月曜日 | 田中                                              | 違反キップを切られたあきれた男達（Getting a ticket in america）                  | アメリカ合衆国 | 3票      |
| 月曜日 | 太田                                              | 隠しカメラにご用心（Busted on the job）                                          | アメリカ合衆国 | 5票      |
| 火曜日 | 田中                                              | アメリカズ ネクストトップモデル（America's Next Top Model）                      | アメリカ合衆国 | 6票      |
| 火曜日 | 太田                                              | バービー人形になりたい シンディ・ジャクソン物語（Cindy Jackson Story）           | イギリス       | 2票      |
| 水曜日 | 太田                                              | 億万長者の後継者を決めろ!（The Rebel Billionaire: Branson's Quest for the Best） | アメリカ合衆国 | 2票      |
| 水曜日 | 田中                                              | 究極の選択! 愛か? お金か?（Joe Millionaire）                                     | アメリカ合衆国 | 6票      |
| 木曜日 | ビッグ ドナー ショー（The big donor show）        | ビッグ ドナー ショー（The big donor show）                                       | オランダ       | 評価なし |
| 金曜日 | 田中                                              | セット フォー ライフ あなたの人生を保障します（Set for Life）                    | アメリカ合衆国 | 1票      |
| 金曜日 | 太田                                              | アメリカン インベンター 発明家大集合!（American Inventor）                       | アメリカ合衆国 | 7票      |
| 土曜日 | 太田                                              | 30デイズ（30 Days）                                                              | アメリカ合衆国 | 4票      |
| 土曜日 | 田中                                              | バー教授の危険な調査隊2（Dangerous encounters 2）                                | アメリカ合衆国 | 4+1票    |
| 日曜日 | You Are My Destiny 運命の人（You Are My Destiny） | You Are My Destiny 運命の人（You Are My Destiny）                                | 韓国           | 評価なし |

## 出演者
司会
- 爆笑問題
  - 田中裕二
  - 太田光

アシスタント
- 小林麻耶（TBSアナウンサー）

### ゲスト
第1回
- テリー伊藤
- 松居一代
- 渡辺満里奈
- 橋下徹
- デーブ・スペクター
- 西川史子
- 福田沙紀

第2回
- テリー伊藤
- 松居一代
- デーブ・スペクター
- 山中秀樹
- 三船美佳
- 西川史子
- 麒麟
- 福田沙紀

### ナレーション
- バッキー木場
- 大海吾郎
- 皆口裕子
- 太田真一郎
- 渡辺美佐
- 山崎和佳奈
- 永島由子
- 山田真一
- 河内孝博

## スタッフ
- 構成 : 都築浩、清松勝彦 ／ 秋葉高彰、野口悠介
- TM : 箸透
- TD : 高松央
- CAM : 上村信夫
- VE : 佐藤公幸
- 音声 : 尾崎宗弘
- PA : 滝口祐造
- 照明 : 近藤明人
- 美術 : アズマリツ
- 美術制作 : 海上泰隆、渡邊秀和
- 電飾 : 清水久敏
- 大道具 : 森田正樹、岡田健助
- アクリル装飾 : 鈴木正樹
- メカシステム : 庄子泰広
- 装飾 : 深山健太郎
- ヘアメイク : アートメイク・トキ
- 編集 : 栗原康幸・高橋勇志（OMNIBUS JAPAN）
- MA : 轉石裕治（OMNIBUS JAPAN）
- CG : 長田大輔
- バーチャルCG : 福井哲也（テイクシステムズ）
- 音響効果 : 藤代広太（サウンズアート）
- 宣伝 : 國重稀理佳
- TK : 野村佳乃子
- デスク : 木村喜代子
- AD : 海老名和斉、中辻宏之、増田貴也、松田瑠美
- アシスタントプロデューサー : 鈴木秀明、古川亜希子
- キャスティングプロデューサー : 喜瀬川恵子
- ディレクター : 浦恵一、細矢将司、稲垣知宏、大矢慎吾、床波芳孝
- 総合演出 : 小松伸一
- プロデューサー : 大久保竜、神田祐子
- 総合プロデューサー : 正木敦
- 制作協力 : ドリマックス、K-ten、ワイキューブ
- 制作 : TBSテレビ
- 製作著作 : TBS